# Megalopa

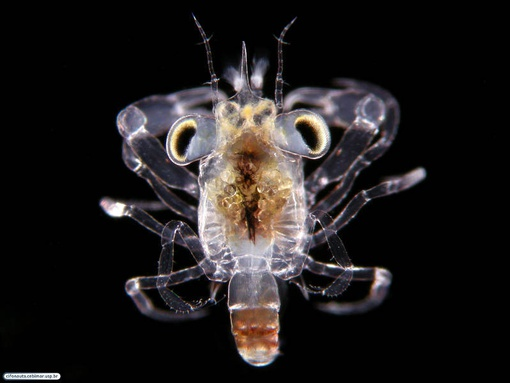
Megalopa einer Schwimmkrabbe

Als Megalopa wird eine Larvenphase bei Krabben bezeichnet, die aus der Zoea durch Metamorphose hervorgeht. Megalopa ist die krabbenspezifische Bezeichnung für das Decapodid-Stadium der Zehnfußkrebse allgemein. Teilweise wurde auch der Begriff „Postlarve“ verwendet, was allerdings durch die markanten Gestaltunterschiede zu den Juvenilen und Adulten nicht sinnvoll ist. Eine Megalopa-Phase fehlt bei den Hymenosomatidae und bei der Art Metopaulias depressus.
Die Megalopa ist durch Komplettierung der Metameren und der Körperanhänge gekennzeichnet. Sie hat, im Gegensatz zu adulten Krabben, zum Schwimmen beborstete Pleopoden an einigen oder allen fünf abdominalen Somiten, was den Krabben-Vorläufern innerhalb der Zehnfußkrebse entspricht. Die Pleopoden bewegen die Megalopa rückwärts. Zudem sind die Somiten des Pleons bei der Megalopa noch nicht vertikal (dorsoventral) komprimiert, was den Adulten ermöglicht das Pleon gefaltet unter den Sterniten zu tragen. Darüber hinaus fehlen die Pleopoden des ersten Pleon-Segments, sie erscheinen erst mit der Metamorphose zum ersten Krabbenstadium und entwickeln sich zum ersten Gonopodium bei Männchen, während sie bei Weibchen fehlen.